# Boghandleren som holdt op med at bade
Boghandleren som holdt op med at bade er en svensk dramafilm fra 1969, instrueret af Jarl Kulle. Den er baseret på en roman fra 1937 af Fritiof Nilsson Piraten.

## Handling
Jakob arbejder som boghandler i en lille by og er med i en klub, hvor medlemmerne svømmer hver søndag. Indtil Amelie Arbel flytter til landsbyen, er han uinteresseret i kvinder. Men Amelie er rig og attraktiv, og Jacob forelsker sig i hende. De bliver gift, men efter brylluppet opdager Jakob, at tingene ikke helt var, som han troede.

## Medvirkende
- Allan Edwall som Jacob
- Margaretha Krook som Amelie Arbel
- Jarl Kulle som Krakow
- Ingvar Kjellson som Elim Svensson
- Nils Eklund som Stickselius
- Olof Bergström som Trolle
- Ulla Sjöblom som fru Borodin
- Göran Stangertz som Rikard
- Georg Skarstedt som bedemand
- Göthe Grefbo som kapellan
- Hans Strååt som sognepræst